# ادوپس
ادوپس (انگلیسی: Edops) یا «آماس‌چهره» یک سردهٔ منقرض شده از دوزیستان بریده‌مهره است که در دوره‌های اواخر کربنیفر - اوایل پرمین می‌زیسته است. برخلاف تمساح‌های پیشرفته‌تر آن زمان، مانند کشیده‌چهره (Eryops)، ادوپس الگوی قدیمی‌تری از استخوان‌های کامی را نشان می‌داد و هنوز دارای استخوان‌های اضافی مختلفی در پشت جمجمه بود. ادوپس‌ها همچنین دارای استخوان‌های پیش‌آرواره‌ای (استخوان‌هایی که نوک پوزه را تشکیل می‌دهند) بسیار بزرگ و سوراخ‌های بینی خارجی نسبتاً کوچک بودند. 
ادوپس به تبارشاخه (کلاد) آماس‌چهره‌واران تعلق دارد. در این تبارشاخه، به نظر می‌رسد ابتدایی‌ترین عضو ادوپس باشد که از سازند آرچر سیتی (Archer City Formation) در اوایل پرمین ایالات متحده کشف شده است، یک جانور با جمجمه پهن و دندان‌های بزرگ کامی.
ادوپس با طول ۲ متر (۶٫۶ فوت) نسبتاً بزرگ بود. بقایای تکه‌تکه‌ای از دوره ویزین (Viséan) در اسکاتلند به نظر می‌رسد از ادوپس یا یک خویشاوند نزدیک آن باشد و بنابراین قدیمی‌تر از نمونه ادوپس مربوط به دوره پرمین است.